# Love Steaks
Love Steaks è un film del 2013 diretto da Jakob Lass.
Il film narra gli inizi di un rapporto tra due giovani tedeschi incontratisi in un grande hotel nel quale lavorano entrambi. Il regista è un seguace tedesco del movimento americano Mumblecore che dà molto spazio all'improvvisazione e non utilizza attori professionisti. In questo caso gli unici attori professionisti sono i due protagonisti, Franz Rogowski e Lana Cooper, oltre a Ev-Katrin Weiß nella piccola parte di una cliente dell'albergo. Gli altri interpreti sono per lo più effettivamente dipendenti della struttura in cui è girato il film e figurano con il loro stesso nome.

## Trama
Clemens è assunto in prova in un grande albergo tedesco sulla costa baltica. Svolge varie mansioni nel centro benessere, compresi massaggi ai clienti. Gli è concesso eccezionalmente di dormire in un locale di transito interno, finché non troverà una sistemazione.
Nella grande cucina dello stesso albergo ci sono vari giovani tirocinanti, tra i quali una sola ragazza: Lara. Estroversa e risoluta, una notte coinvolge il timido e impacciato Clemens in una scorribanda all'interno della piscina dell'albergo. I due poi si rivedono e cominciano a frequentarsi, in qualche modo attratti dal rispettivo opposto.
Lara ha un chiaro problema con l'alcolismo e Clemens, che ormai tiene a lei, si sforza di aiutarla in tutti i modi. Non vedendo progressi imputa all'ambiente di lavoro l'origine delle debolezze della ragazza. Recatosi a parlare con i capi dei vari reparti, chiede collaborazione perché non diano modo di bere durante il lavoro.
Il cuoco apprende così del problema di Lara e la ammonisce a stare attenta. La ragazza capisce che qualcuno ha fatto la "spia" al suo capo e va su tutte le furie. Quando scopre che è stato il suo Clemens è ancora più arrabbiata. Lo raggiunge, lo aggredisce e, mentendo, lo incolpa del proprio licenziamento.
Clemens, turbato, il giorno successivo interrompe la riunione direttiva dell'albergo denunciando il suo sdegno verso l'insensibilità del capocuoco e, uscendo, dà le proprie dimissioni.
Appena il cuoco accenna poi in cucina a Lara dell'accaduto, questa lascia tutto e rincorre Clemens sulla vicina spiaggia, dove hanno trascorso bei momenti insieme. I due si fronteggiano e iniziano a picchiarsi. Ma alla fine esausti e feriti, si baciano.

## Distribuzione
Il film è stato proiettato in anteprima al Filmfest München il 29 giugno 2013.